# Pascale Paradis-Mangon
Pascale Paradis-Mangon (* 24. April 1966 in Troyes) ist eine ehemalige französische Tennisspielerin.

## Karriere
1983 gewann sie als Juniorin die Einzeltitel der French Open und der Wimbledon Championships.
In ihrer Laufbahn gewann sie zudem zwei Doppeltitel auf der WTA Tour.
Von 1985 bis 1993 kam sie darüber hinaus in fünf Begegnungen für die französische Fed-Cup-Mannschaft zum Einsatz.

## Turniersiege

### Doppel
| Nr. | Datum         | Turnier       | Kategorie | Belag           | Partnerin         | Finalgegnerinnen             | Ergebnis      |
| --- | ------------- | ------------- | --------- | --------------- | ----------------- | ---------------------------- | ------------- |
| 1.  | März 1986     | Oklahoma City | WTA       | Teppich (Halle) | Marcella Mesker   | Lori McNeil Catherine Suire  | 2:6, 7:6, 6:1 |
| 2.  | November 1987 | Zürich        | WTA       | Teppich (Halle) | Nathalie Herreman | Jana Novotná Catherine Suire | 6:3, 2:6, 6:3 |

## Abschneiden bei Grand-Slam-Turnieren

### Einzel
| Turnier         | 1982 | 1983 | 1984 | 1985 | 1986 | 1987 | 1988 | 1989 | 1990 | 1991 | 1992 | 1993 | Karriere |
| --------------- | ---- | ---- | ---- | ---- | ---- | ---- | ---- | ---- | ---- | ---- | ---- | ---- | -------- |
| Australian Open | —    | 3    | AF   | 2    | —    | —    | 1    | —    | 1    | —    | —    | —    | AF       |
| French Open     | 1    | 1    | 1    | 2    | 1    | —    | 1    | —    | 1    | 1    | 1    | 3    | 3        |
| Wimbledon       | —    | —    | 1    | AF   | 1    | 1    | VF   | 1    | —    | 2    | 1    | 3    | VF       |
| US Open         | —    | AF   | 2    | 1    | 2    | 1    | —    | 1    | —    | 1    | 2    | 1    | AF       |

### Doppel
| Turnier         | 1982 | 1983 | 1984 | 1985 | 1986 | 1987 | 1988 | 1989 | 1990 | 1991 | 1992 | 1993 | Karriere |
| --------------- | ---- | ---- | ---- | ---- | ---- | ---- | ---- | ---- | ---- | ---- | ---- | ---- | -------- |
| Australian Open | —    | 2    | AF   | VF   | —    | —    | 1    | —    | —    | —    | —    | —    | VF       |
| French Open     | 2    | 1    | —    | VF   | AF   | —    | VF   | —    | 2    | —    | 1    | 1    | VF       |
| Wimbledon       | —    | —    | —    | AF   | —    | 1    | 1    | —    | 2    | 2    | 1    | 1    | AF       |
| US Open         | —    | 2    | 1    | AF   | 2    | —    | —    | —    | 1    | 2    | 2    | 1    | AF       |